# Sân vận động Juan Ramón Loubriel
Sân vận động Juan Ramón Loubriel (tiếng Tây Ban Nha: Estadio Juan Ramón Loubriel) là một sân vận động dành riêng cho bóng đá nằm ở Bayamón, Puerto Rico. Sân được biết đến nhiều nhất là sân nhà trước đây của Puerto Rico Islanders của North American Soccer League và sân nhà hiện tại của Bayamón FC của Giải bóng đá vô địch quốc gia Puerto Rico. Sân vận động có sức chứa 12.500 người. Sân có thể dễ dàng đi đến ga tàu điện ngầm được gọi là "Deportivo Station".

## Lịch sử
Được xây dựng vào năm 1973 như một sân vận động bóng chày với sức chứa 12.500 người, đây là sân nhà của Vaqueros de Bayamón cho đến năm 2003 khi đội bị giải thể.

### La Meca của bóng đá Puerto Rico
Vào năm 2003, với sự kiện Vaqueros bị bán lại, sân vận động tưởng chừng sẽ bị xuống hạng để trở thành sân vận động dành cho thanh thiếu niên hoặc phải phá dỡ, nhưng cuối năm đó sân vận động đã trở thành sân nhà của những Puerto Rico Islanders. Khán đài hình chữ "L" của sân không phù hợp với môn thể thao này và ban đầu nó có cảm giác khó chịu vì khán đài đằng sau khung thành góc xa sân.
Một tên khác đã được sử dụng cho sân vận động là "La Islandera" vì sân là sân nhà của Islanders.
Đây là sân nhà của Bayamón FC, một đội bóng chuyên nghiệp ở Giải bóng đá vô địch quốc gia Puerto Rico hiện đang chơi ở Khu liên hợp bóng đá Bayamon, và Sevilla Bayamon FC, nay được gọi là Sevilla-FC Juncos, họ đã chuyển đến Juncos.
Sân cũng đã tổ chức các trận đấu bảng C của Giải vô địch bóng đá các câu lạc bộ Caribe vào năm 2006, nơi Islanders đã chơi nhưng để thua W Connection của Trinidad và Tobago 0–1 và Puerto Rico MLS-USL Challenge năm 2007, và hai trận đấu vòng loại World Cup 2010 với Cộng hòa Dominica và Honduras.

#### Cải tạo năm 2012
Việc cải tạo sân vận động đã được thực hiện để nâng cấp một sân vận động được xây dựng cho bóng chày trở thành dành riêng cho bóng đá. Sân vận động cũng sẽ có phòng thay đồ và phòng tắm mới và thay thế một số chỗ ngồi. Cũng sẽ có một số khán đài tạm thời cho đến khi việc bổ sung chỗ ngồi mới được hoàn thành sau đó. Đèn pha cũng đã được điều chỉnh để đồng đều hơn trên toàn mặt sân.
Việc tu sửa sân vận động sẽ được thực hiện theo nhiều giai đoạn, với tổng chi phí là 7 triệu đô la.

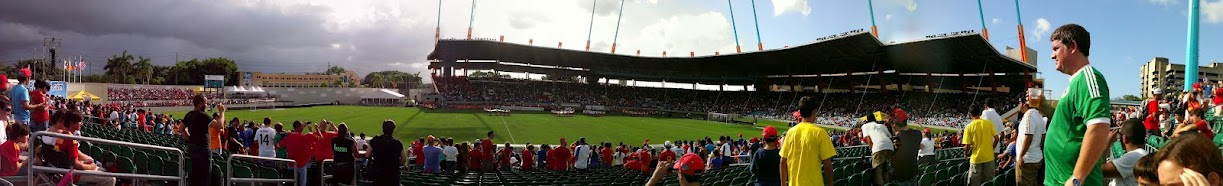
Quang cảnh sân vận động năm 2012 sau giai đoạn cải tạo đầu tiên.

### Một đội mới, một sân nhà mới (2015–2017)
Năm 2015, sân được công bố là sân nhà của Puerto Rico FC của North American Soccer League. Đội đã chơi trong mùa thu North American Soccer League 2016.

### Bão tàn phá sân vận động (2017)
Vào ngày 22 tháng 9 năm 2017, sân vận động đã bị hư hại nghiêm trọng bởi cơn bão Maria, dẫn đến việc hủy bỏ các trận đấu và buộc Puerto Rico FC phải chơi các trận đấu tiếp theo ở các địa điểm trung lập.

### 2018–nay
Trận đấu đầu tiên diễn ra sau cơn bão María là trận giao hữu giữa đội tuyển bóng đá nữ quốc gia Puerto Rico và Argentina vào ngày 2 tháng 9 năm 2018.
Vào ngày 19 tháng 11 năm 2019, đã có thông báo rằng Bayamón FC sẽ sử dụng sân vận động cho các trận đấu sân nhà của Liga Puerto Rico.

## Sự kiện
Trận đấu quyền Anh đầu tiên giữa Alfredo Escalera và Alexis Argüello được đặt tên là Trận chiến đẫm máu của Bayamon, diễn ra tại sân vận động vào ngày 28 tháng 1 năm 1978.
Vào ngày 26 tháng 9 năm 1992, ban nhạc heavy metal Iron Maiden đã biểu diễn trong chương trình Fear of the Dark Tour của họ. Đây là lần đầu tiên Iron Maiden đến thăm Puerto Rico.
Ngôi sao nhạc pop Madonna đã biểu diễn một buổi hòa nhạc cháy vé tại sân vận động vào ngày 26 tháng 10 năm 1993 trong The Girlie Show World Tour.
Ca sĩ nhạc pop người Mỹ Michael Jackson đã lên kế hoạch biểu diễn tại đây vào tháng 11 năm 1993 trong khuôn khổ chuyến lưu diễn Dangerous World Tour của anh, nhưng buổi biểu diễn đã bị hủy do bệnh của Jackson
Ban nhạc rock Aerosmith đã biểu diễn tại đây vào ngày 28 tháng 1 năm 1994 trong chuyến lưu diễn Get a Grip Tour của họ.